# Skakavac
Skakavac es un pueblo ubicado en el municipio de Berane, en Montenegro.

## Demografía
Hasta 2011 la población era de 110 habitantes, conformada por 34 hogares y 75 viviendas.
| 116                                                              | 137 | 81 | 71 | 94 | 95 | 83 | 110 |
| (Fuente: Population statistics of Eastern Europe & former USSR.) |     |    |    |    |    |    |     |

| Etnicidad                                           | Número | Porcentaje |
| --------------------------------------------------- | ------ | ---------- |
| Serbios                                             | 62     | 74,69 %    |
| Montenegrinos                                       | 10     | 12,04 %    |
| Bosnios                                             | 7      | 8,43 %     |
| Musulmanes                                          | 4      | 4,81 %     |
| Fuente: Republic of Montenegro. Statistical Office. |        |            |